# Santuari de Sant Onofre (Palau-saverdera)
Santuari de Sant Onofre és un edifici religiós del municipi de Palau-saverdera (Alt Empordà) inclòs en l'Inventari del Patrimoni Arquitectònic de Catalunya.

## Descripció
L'ermita de Sant Onofre està situada en un replà enlairat del vessant de ponent de Verdera, sota el castell de Sant Salvador, al peu mateix del Fitor i del Coll de Raïmeres. El santuari està situat a uns 400 metres s.n.m.
Conjunt format per l'ermita i la casa de l'ermità, en un sol cos de construcció. De planta rectangular i amb la teulada a dues vessants de teula, l'edifici està encalcinat tant exteriorment com interior, tot i que originàriament la construcció està bastida amb pedra sense desbastar, lligada amb morter de calç.
L'ermita és d'una sola nau i s'aprecien dos sistemes de coberta. L'espai de l'absis està cobert amb voltes d'aresta sustentades per pilastres, mentre que la resta de la nau està coberta per l'embigat que sustenta la teulada. A manera de separació entre aquests dos espais hi ha un gran arc diafragma de mig punt sustentat per pilastres, amb la línia d'impostes de llosa. Als peus de la nau hi ha un gran cor bastit amb fusta, amb el forjat de rajols. L'accés a l'edifici es fa pel mur nord del conjunt, on es localitzen les dues portes. La de l'ermita és d'arc de mig punt adovellada, tot i que la pedra està encalcinada com la resta de l'edificació. A l'interior de l'ermita, i envoltant els murs laterals tant de la nau com del presbiteri, hi ha bancs de pedra correguts. Aquest presbiteri conserva l'enllosat original; en canvi, a la resta de la nau el forjat consisteix en un enrajolat, amb reparacions de diferents èpoques. L'altar i el retaule que l'acompanya són de guix motllurat i pintat, amb fornícula de petxines amb la imatge de Sant Onofre, emmarcada per dos amples pilastres que sustenen un arc de mig punt motllurat. És força probable que es construís de nou, després de la destrucció que degué patir l'edifici durant la darrera guerra civil espanyola, car hi ha la inscripció "Brunet.Olot/7.v. 1943". La imatge del sant és del mateix moment.
L'habitatge de l'ermità ocupa la part situada darrere del presbiteri. A la part sud compta amb tres estances cobertes per un embigat, amb accés a una terrassa o mirador situada també damunt del turó granític on es bastí l'edifici.

## Història
Anteriorment a l'edifici actual ja hi havia una capella, perquè segons consta al "Llibre Vert" de la catedral de Girona, l'any 1362 l'església de Sant Onofre ja era, com avui, una sufragània de la parròquia de Palau-saverdera. Originàriament, aquesta capella era un senzill oratori a la forma dels primitius temples romànics. La seva evolució estructural es va anar modificant, reparant i engrandint al llarg dels segles. Tenim notícies dels anys 1448, 1459, 1476, 1479 i 1480, on a través de diferents documents parroquials, el bisbe autoritzà a l'ermità fra Bernat Batlla a bastir una nova capella dedicada a la Mare de Déu de la Consolació i a construir un retaule a l'altar, un pal·li i ornaments que dignifiquessin el culte a Sant Onofre.
Les següents reformes de les quals trobem notícia són de l'any de 1898, quan a més a més de pintar tot l'edifici i canviar un total de 25 teules, els germans Abdón i Franco Casanovas varen pujar la campana a braços fins aquest paratge. L'any següent les reparacions continuaren amb la restitució d'un centenar de teules, la restauració del cor i la reparació de portes, panys i bancs.
Durant la guerra civil, l'ermita patí diferents agressions, com dona fe un escrit de mossèn Francisco: (...) el 28 d'agost de 1936 gente desgraciada de esta parroquia pegaron fuego a la puerta de la Capilla y en la habitaciones del ermitaño. De la capilla ha desparecido el coro y la Sacristía, justamente con los ornamentos sagrados y indespensables para la celebración de misa y la caja de madera donde se guardaban. (...) También destruyeron la imagen del Santo, de la cual han quedado algunos vestigios. Queda muy averiado el tejado de la misma y el techo y totalmente destruido el tejado. De la cocina solamente ha quedado el techo. Ha desaparecido deborado por la llamas el corredor que conduce al comedor de la cual ha desaparecido por completo el armario, la mesa y todos los bancos. El importe global de los perjuicios ocasionados, asciende a unas 8000 pesetas, poco más o menos. El mes de Junio de 1939, año de la Victoria, se procedió a la reparación y reconstrucción del altar de dicha capilla, colocándose una nueva imagen del Santo Onofre, donativo del vecino Esteban Pardrosa.
Posteriorment, els dies 18 de març i el 15 d'abril s'hi realitzaren nous treballs de conservació encara que els més importants d'aquest segle daten de l'any 1958, quan es va reconstruir totalment la teulada, la font i la feixa de l'esplanada. El 10 de maig del 1958 es va realitzar una missa i un dinar de germanor per poder inaugurar així les noves millores realitzades. També està documentada la benedicció de l'antiga campana de Sant Onofre vers l'onze de maig de 1963, la qual restava inactiva des de feia 27 anys. Malgrat aquesta protecció va ser robada el 1997, encara que recuperada dos anys més tard. L'any 1974 es va fundar l'"Associació d'Amics de Sant Onofre" que tenia com a objectiu la restauració i conservació de monuments religiosos de Palau. Durant els anys 80 i 90, la Diputació de Girona hi realitzà diferents obres finançades pel Departament de Cultura, com l'arranjament de l'interior i la reparació i consolidació de diferents murs, amb el desbrossament i adequació dels accessos.
Actualment, l'ermita i tot el seu contorn pertanyen enterament al municipi de Palau-saverdera, en el límit de la Selva de Mar amb el Port de la Selva. Això no obstant, en una capbrevació de la jurisdicció del poble de la Vall de Santa Creu (terme actual del Port) de l'any 1791, hom interpretava que l'esmentat límit arribava fins a l'ermita tirando acia el territori nombrado de las Palomeras de San Salvador hasta llegar a la cumbre de la sierra allí existente y despues desde dicha sierra bajando de ella hasta encontrar la Capilla nombrada de Sant Onofrio que se halla construïda a la parte del mediodia de dicho término de la Vall.... Aquesta qüestió era motiu de disputa encara l'any 1928 segons uns altres documents de l'arxiu municipal de la Selva de Mar.
A Sant Onofre (popularment "sant Nofre") hi mena un corriol de muntanya molt costerut des de la vila de Palau-saverdera. Fa pocs anys ha estat arranjat per a vehicles el camí que s'agafa prop del Mas Ventós, a la carretera de Vilajuïga a St. Pere de Rodes. Sant Onofre era un ermità hongarès que, segons la llegenda, feu penitencia i vida en aquest indret; potser la construcció actual s'aixeca damunt d'alguna cavorca soterrada origen de la tradició, fet possible si tenim en compte el basament rocallós del santuari.